# Outlook (Montana)
Pour les articles homonymes, voir Outlook.
La ville d’Outlook est située dans le comté de Sheridan, dans l’État du Montana, aux États-Unis. Selon le recensement de 2010, elle compte 47 habitants.

## Source
- (en) Cet article est partiellement ou en totalité issu de l’article de Wikipédia en anglais intitulé « Outlook, Montana » (voir la liste des auteurs).